# Speocera berlandi
Speocera berlandi är en spindelart som först beskrevs av Machado 1951.  Speocera berlandi ingår i släktet Speocera och familjen Ochyroceratidae.
Artens utbredningsområde är Angola. Inga underarter finns listade i Catalogue of Life.